# Wunneburger Rock
Der Wunneburger Rock ist ein isolierter Felsvorsprung an der Walgreen-Küste des westantarktischen Marie-Byrd-Lands. Er ragt aus dem Maumee-Piedmont-Gletscher auf.
Der United States Geological Survey kartierte ihn anhand eigener Vermessungen und Luftaufnahmen der United States Navy aus den Jahren von 1959 bis 1966. Das Advisory Committee on Antarctic Names benannte ihn 1967 nach Henry E. Wunneburger Jr. (1933–2002), Koch auf der Byrd-Station im antarktischen Winter des Jahres 1966.